# Neil Chugani
Neil Chugani (16 de enero de 1969) es un deportista británico que compitió en remo como timonel. Ganó una medalla de oro en el Campeonato Mundial de Remo de 2001, en la prueba de dos con timonel.

## Palmarés internacional
| Campeonato Mundial | Campeonato Mundial | Campeonato Mundial | Campeonato Mundial |
| Año                | Lugar              | Medalla            | Prueba             |
| ------------------ | ------------------ | ------------------ | ------------------ |
| 2001               | Lucerna (Suiza)    | Medalla de oro     | Dos con timonel    |